# Benedetto Cacciatori
Benedetto Cacciatori (Carrara, 1794 – Carrara, 25 settembre 1871) è stato uno scultore italiano.

## Biografia
Benedetto Cacciatori nacque a Carrara da una famiglia di scultori.

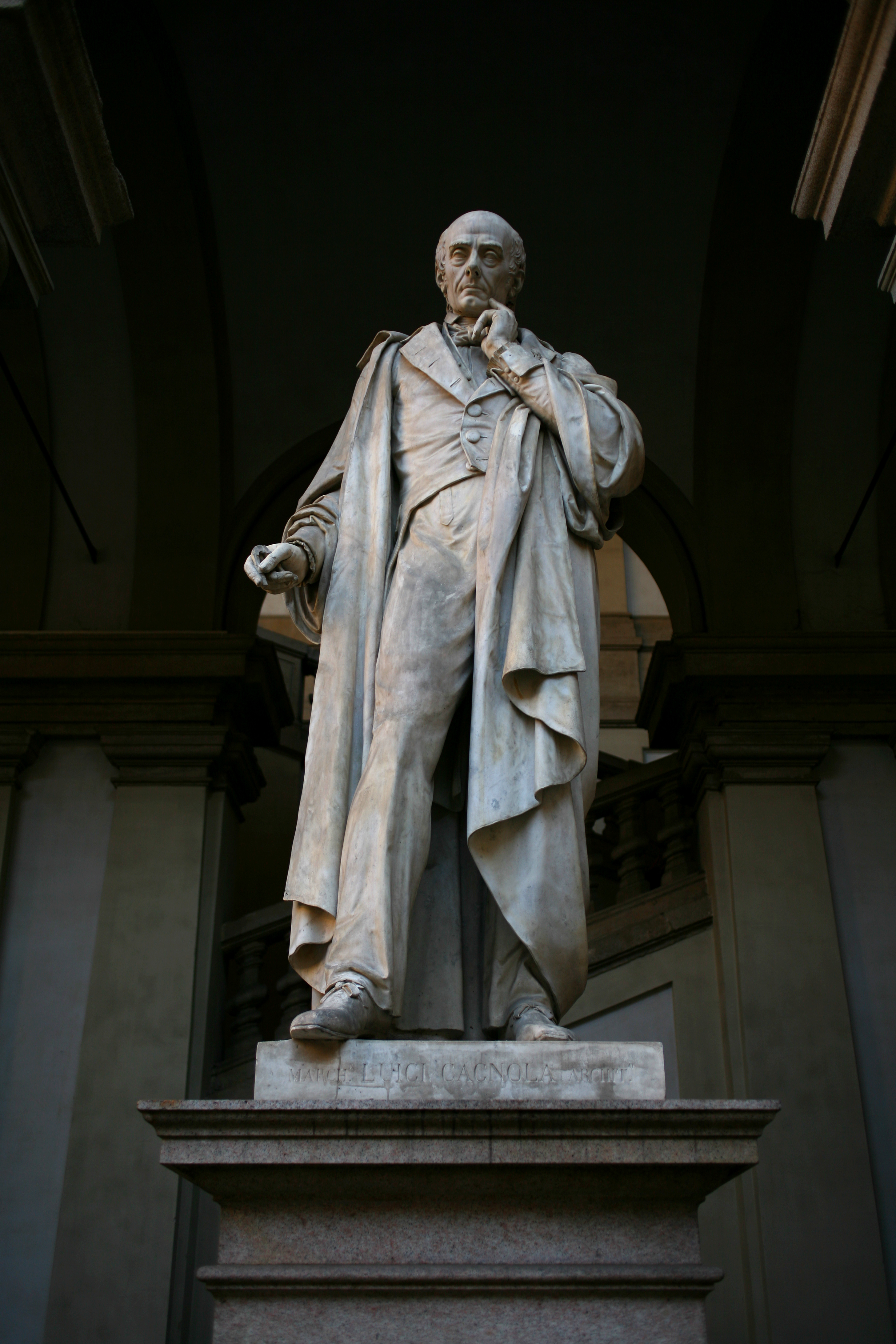
Monumento a Luigi Cagnola (1849)

Le poche notizie su di lui, anche da parte delle fonti del tempo, sono indice dell'emarginazione storica e critica dell'artista, incrementata dall'atteggiamento contrario ad ogni tipo di pubblicità personale che la maggior parte degli storici attribuisce allo scultore.
Benedetto fu il secondogenito di cinque figli di Lodovico Ceccardo Cacciatori e Maria Susanna Elisabetta Ravenna. Nacque il 29 dicembre 1794 e fu battezzato il 4 gennaio dell'anno successivo, come risulta dall'Index baptizatorum del duomo di Carrara.
Il padre dell'artista, Lodovico (1760-1854), ricoprì per diversi anni l'incarico di professore di Architettura e Ornato presso l'accademia di Carrara, nella quale il giovane Benedetto si formò sotto gli insegnamenti dello scultore neoclassico Lorenzo Bartolini: al padre si devono sicuramente la prima formazione artistica e la possibilità di seguire studi presso l'Accademia di Brera.
Nel 1810 Benedetto, il padre e i fratelli si trasferirono temporaneamente a Milano a causa di importanti commissioni che Lodovico dovette eseguire nel capoluogo lombardo. 
Benedetto lavorò assieme al padre al restauro e alla decorazione dell'Arco trionfale del Sempione.
Cacciatori, come detto precedentemente, poté proseguire gli studi artistici all'Accademia di Brera e fu influenzato da molti grandi artisti come Luigi Canonica, Luigi Cagnola, Giuseppe Zanoia, Ferdinando Albertolli, Luigi Sabatelli, ma soprattutto da Camillo Pacetti che fu sempre considerato da Benedetto come un secondo padre.
Nel 1816 a causa di problemi economici, per poter proseguire gli studi, Benedetto Cacciatori inviò una supplica formale alla cancelleria dell'imperatore Francesco I. 
L'artista dimostrò che le sovvenzioni che gli furono concesse erano state ben usufruite: lo stesso anno ottenne tre premi tra cui uno per la sua scultura Ercole recupera Dejanira dal centauro Nesso.
Successivamente Benedetto conobbe Maria Angela, figlia di Pacetti, si innamorò di lei e la sposò nel 1818: in seguito a questo avvenimento, lui e il suo suocero e maestro intrapresero una vera e propria collaborazione in un'impresa familiare comune.
Negli anni seguenti, Benedetto Cacciatori fece le sue opere più importanti: dalle sculture per la parrocchiale di Gorgonzola (1820-1827 circa) alle prime commissioni sabaude per il complesso di Altacomba (a partire dal 1825), dalle figure per l'altare del santuario milanese di Santa Maria dei Miracoli presso San Celso (1826-1827) ai lavori per l'arco della Pace (dal 1827) e per la barriera di porta Orientale (1828-1833).

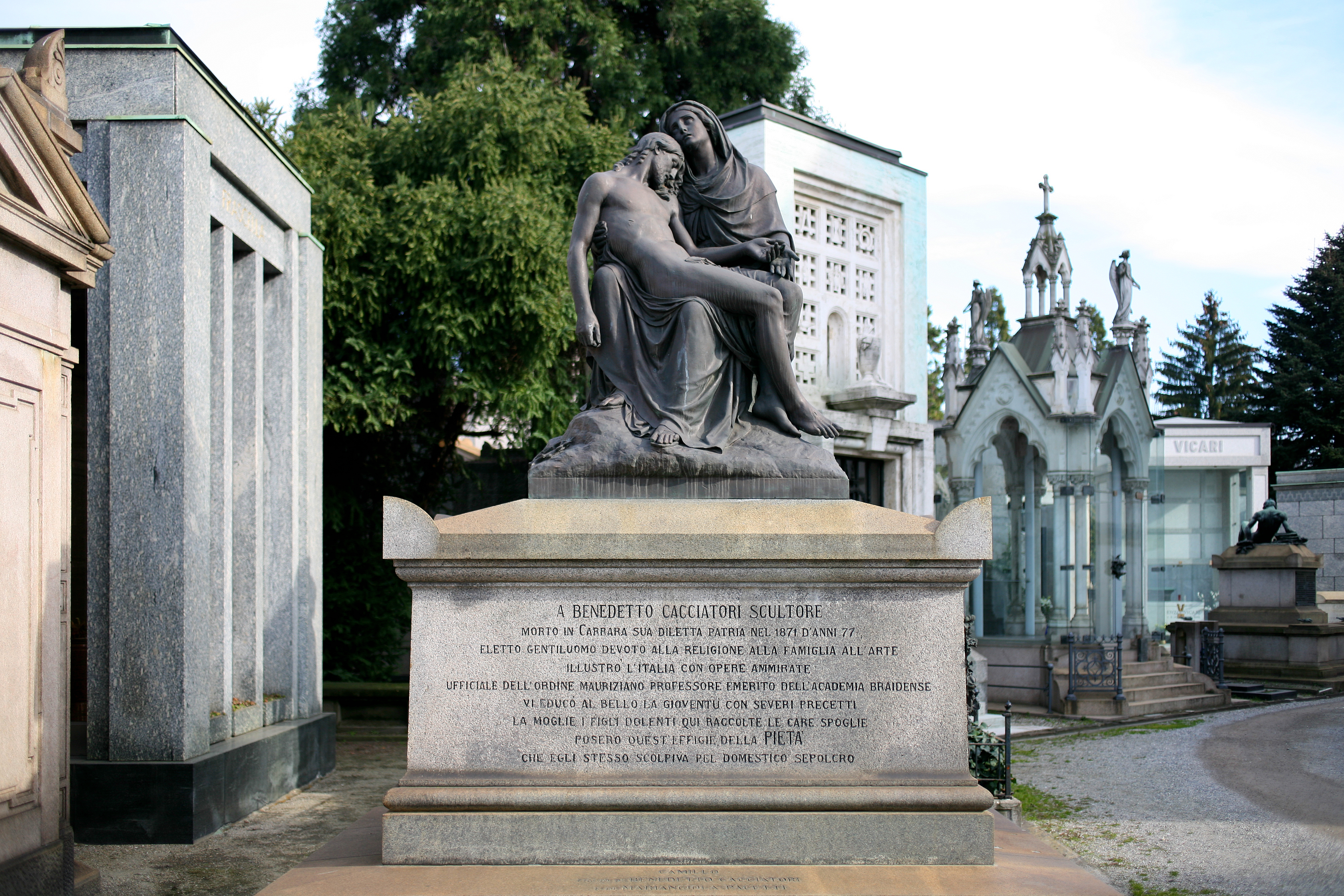
Tomba di Benedetto Cacciatori al Cimitero Monumentale di Milano

Fra le sue opere si segnala in particolare il monumento ad Amedeo VIII di Savoia nella cappella reale della Santa Sindone a Torino, voluto dal re Carlo Alberto nel 1836. Suo è anche il monumento marmoreo a Luigi Cagnola (1849) nel cortile dell'Accademia di Brera a Milano.
Cacciatori riposa al Cimitero Monumentale di Milano in un'imponente tomba decorata da una grande scultura bronzea da lui stesso composta e raffigurante la Pietà.

## La prima attività in Lombardia
Nel 1820 Benedetto Cacciatori realizza quelle che sono con ogni probabilità le sue prime opere al di fuori dell'ambito degli studi: i due Angeli per l'altare dei Santi Gervaso e Protaso a Gorgonzola.
Come venne segnalato da Gian Battista Maderna nel 1979, l'Angelo posto nella parte destra dell'altare è firmato sul retro e presenta inoltre la data dell'anno in cui fu effettuata e completata l'opera mentre quello posto a sinistra è solamente siglato.
La figura angelica con le mani giunte costituisce una reinterpretazione dell'artista di un'opera precedente scolpita dal suo maestro Pacetti tra il 1808 e il 1813 raffigurante Santa Marcellina per la Basilica di Sant'Ambrogio.
Opere ugualmente importanti di questo primo periodo lombardo furono Gli Angeli e il Salvatore per l'altare della Chiesa di Santa Maria presso San Celso a Milano e l'Apollo Pastore scolpito in collaborazione con Pacetti.

## Le commissioni dei Savoia per Altacomba
Benedetto Cacciatori a partire dal 1825 cominciò gli interventi scultorei monumentali per l'Abbazia di Altacomba sul lago di Bourget.
L'artista operò soprattutto sotto il regno di Carlo Felice di Savoia con cui rimase sempre in ottimi rapporti: infatti, da quest' ultimo gli furono commissionate centoventi statue e diciassette bassorilievi, molti dei quali, presenti proprio nell'Abbazia di Altacomba, nella quale Cacciatori dimostrò di saper amalgamare lo stile accademico (Neoclassico) e la nuova corrente ottocentesca del Romanticismo.
Tutti i monumenti della Abbazia di Altacomba furono realizzati in pietra di Seyssel (un calcare bianco da costruzione molto tenero) che Cacciatori seppe riadattare ed utilizzare scolpendo sia monumenti esterni all'Abbazia sia monumenti interni ad essa: all'esterno si ammirano le statue della Fede, della Speranza, della Carità, della Religione (ordine inferiore), la Giustizia, la Fortezza, la Temperanza e la Prudenza (ordine superiore) e ancora, San Vitale e San Zenone, Sant'Agostino e San Celestino papa, San Clorinda e San Gualtiero, San Manlio e Santa Rosa, San Nicolò e Santa Faustina.
Internamente all'Abbazia, Cacciatori realizzò La Madonna degli Angeli (rilievo colossale in marmo di Carrara che ospita la tomba di Carlo Felice e Maria Cristina), due Pleureuses a coronamento della Lapide in suffragio di Marianna del Ciablese (sorella di Carlo Felice), San Zenone, Sant'Alfonso dei Liguori, San Deogratias e Sant'Ubaldo (quattro statuette per il Monumento funebre di Claudio d'Estavayer, vescovo di Belley, in seguito utilizzato nel 1983 come tomba per Umberto II e Maria José di Savoia), e ancora, una statua di Mosè, della Religione e de Il buon pastore.
Lo scultore non si dimenticò di elogiare Carlo Felice per averlo incaricato di lavorare a praticamente tutto il restauro dell'Abbazia e fece per lui un gigantesco Monumento del re Carlo Felice di Sardegna, statua a figura sedente in marmo di Carrara a destra dell'ingresso all'aula principale. 
Scolpì inoltre il cenotafio per alcuni componenti della famiglia reale dei Savoia, come Guglielmo di Savoia e Beatrice di Savoia.
I lavori per la ristrutturazione dell'Abbazia di Altacomba durarono almeno fino al 1834, data in cui Carlo Emanuele Alfieri di Sostegno espose una riproduzione in disegno della Pietà scolpita da Benedetto Cacciatori.

## L'attività per i grandi cantieri milanesi dell'arco della Pace, di Porta Orientale e del duomo
Nel 1827 Benedetto Cacciatori cominciò la restaurazione dell'arco della Pace, incaricato del rilievo rappresentante l'Ingresso degli Augusti nostri sovrani di Milano e delle due Vittorie composte poi però da Camillo Pacetti.
L'artista eseguì in seguito le due statue del fiume Po e del Ticino.
L'11 giugno del 1829, la Congregazione Municipale della Regia Città di Milano commissionò otto statue (presso Porta Orientale a Milano) a Cacciatori e ad altri artisti: Cacciatori usò il marmo bianco della sua città e scolpì le statue di Minerva (1830-1833) e di Mercurio (1830-1833).
Il suo impegno nella decorazione dell'arco della Pace e della Porta Orientale furono il trampolino di lancio per la decorazione del Duomo di Milano: gli venne commissionata nel gugliotto Pestagalli la statua di Santa Moniola.
In seguito a Cacciatori vennero commissionate le due statue di Santa Maria Cleofe e San Satiro, Sant'Apollonia, San Massimiliano e Sant'Ilario: tutte queste statue furono realizzate in marmo di Candoglia.

## L'insegnamento all'Accademia di Brera e l'attività per altre committenze pubbliche e private
Nel 1828 Benedetto Cacciatori espose a Brera solamente l'Apollo pastore, poiché impegnato in cantieri scultorei che non permettevano la produzione di singoli pezzi. Cacciatori non figurò nel catalogo della mostra per ulteriori sei anni, dopo i quali espose un Busto (non meglio identificato) in marmo, tre opere commissionategli dalla famiglia dell'industriale Pietro Gavazzi e due statue di gusto neoclassico per la chiesa parrocchiale di Sant'Antonio abate di Valmadrera.
Pietro e Antonio Gavazzi commissionarono all'artista carrarese nel 1838 un Putto (dedicato ad un figlio di Antonio morto in età infantile) e il Monumento funerario di Giuseppe Antonio Gavazzi che vennero posti accanto alla Maria Vergine col Bambino scolpita per Racconigi su commissione di Carlo Alberto di Savoia.
Nel 1842 Cacciatori espose nuovamente a Brera una statua marmorea del Redentore in atto di salire al cielo e nello stesso anno realizzò quattro rilievi per la facciata della chiesa di San Gerardo dei Tintori a Monza.
Negli anni successivi, fino alla sua morte, l'artista lavorò molto con il marmo bianco della sua città come si può vedere nel Monumento a Filippo e Girolamo Tosi, nel Monumento a Napoleone Bonaparte, nel Monumento al marchese Luigi Cagnola e nel Monumento funerario al marchese Marcello Saporiti ma, soprattutto, nella Pietà, sua opera più emblematica.
Una copia della Pietà venne posta sulla tomba monumentale del Cacciatori nel Cimitero Monumentale di Milano.